# Byron Nelson
John Byron Nelson, Jr., född 4 februari 1912 i Waxahachie, Texas, död 26 september 2006 i Roanoke i Denton County, Texas, var en amerikansk golfspelare på PGA-touren mellan 1935 och 1946. Han vann sin första major i The Masters Tournament 1937. Nelson vann ytterligare fyra majors, US Open 1939, PGA Championship 1940 och 1945 samt sin andra Masters 1942.
Nelson började sin bana som caddie på Glen Garden Country Club i Texas där även den jämnårige Ben Hogan arbetade som caddie. De båda möttes 30 år senare i särspel i The Masters där Nelson avgick med segern.
Nelson missade många chanser att vinna majors på grund av andra världskriget. 1945, när The Masters var inställd, vann han 18 tävlingar inklusive elva i rad vilket var rekord. Under sin karriär vann han 52 proffstävlingar och efter 1946 drog han ner på tävlandet även om han fortsatte att ställa upp i The Masters som ceremoniell starter i många år. Hans rekord på att klara 113 cuts i rad har bara överträffats av Tiger Woods med 142 cuts. Han var den förste spelaren som gick under 260 slag i en 72-hålstävling. Hans genomsnittsscore 1945 var 68,33 vilket har föranlett Champions Tour att varje år dela ut Byron Nelson Trophy till spelaren med lägst genomsnitt under året.
1968 döptes Dallas Open på PGA-touren om till Byron Nelson Golf Classic och den tävlingen är den enda på PGA-touren som är uppkallad efter en professionell golfspelare.
Nelson kallas även "Lord Byron" efter poeten med samma namn.

## Utmärkelser
- PGA Hall of Fame, 1953
- World Golf Hall of Fame, 1974